# Alessandra (poema)
L'Alessandra (in greco antico: Ἀλεξάνδρα?) è un poema in trimetri giambici, che narra le profezie dell'eponima figlia di Priamo, Alessandra (ma meglio nota come Cassandra, Κασσάνδρα), sulla distruzione di Troia e sulle sue conseguenze.
Il lessico di Suda ha attribuito l'opera al poeta della Pleiade Licofrone di Calcide, facendola risalire al III secolo a.C.

## Attribuzione
Licòfrone di Calcide (Λυκόφρων) era un poeta greco probabilmente vissuto tra il IV e il III secolo a.C. Le scarne notizie su di lui risalgono al Lessico di Suda e al filologo bizantino Giovanni Tzetzes, Ἰωάννης Τζέτζης, XII secolo, secondo cui avrebbe fatto parte della corte di Tolomeo II Filadelfo e avrebbe, su suo incarico, ordinato i poeti comici nella biblioteca di Alessandria.
La scarsità di notizie e la loro ambiguità rendono incerta la sua datazione e quella della sua opera, argomento, questo, su cui si sono esercitati gli studiosi che, tuttavia, non sono pervenuti a una soluzione condivisa e univoca del problema.

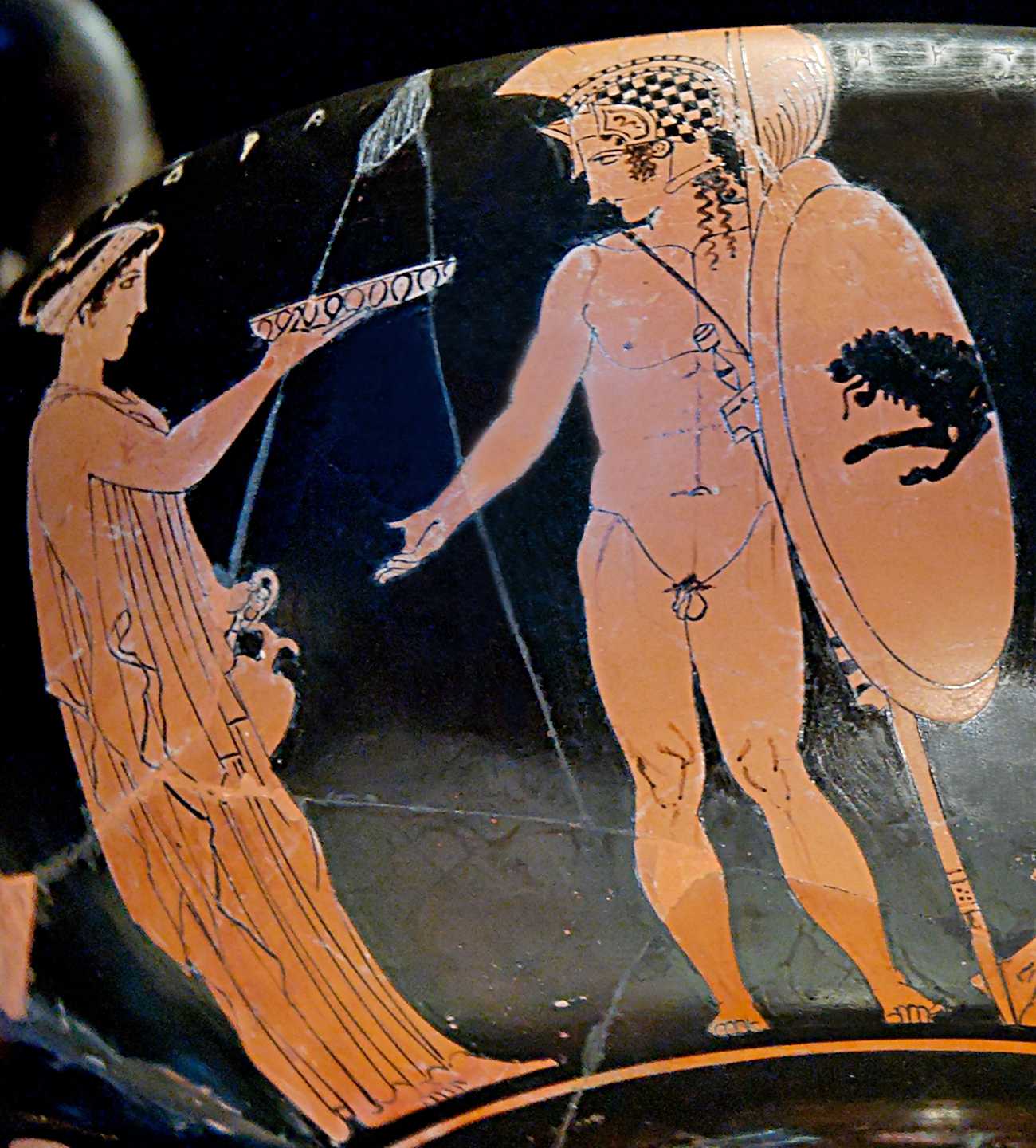
Alessandra ed Ettore

Lo sviluppo della narrazione, poi, piuttosto che fare chiarezza sull'attribuzione dell'opera ha contribuito ad alimentare dubbi e a sollecitare ipotesi diverse.
La descrizione di avvenimenti storicamente molto lontani tra loro, che non avrebbero potuto essere conosciuti da Licofrone di Calcide, ha fatto pensare anche a qualche successiva mano poetica che ha inserito i passi controversi.
Agli studiosi che individuano nel poeta della Pleiade l'autore dell'Alessandra se ne oppongono altri che, per i temi trattati specialmente per quelli relativi alla nascita e al successo di Roma, propongono un Licofrone più recente, profondo conoscitore dello scenario geopolitico italico.
Fra le altre è proprio la profezia sul successo di Roma che non avrebbe potuto essere descritta da un Licofrone ospite di Tolomeo. La predizione, seppure con il linguaggio ermetico tipico di tutta l'opera, che un discendente dei troiani, Enea, avrebbe dato inizio a una nuova potenza non poteva essere fatta alla fine del III secolo a.C.
(Alessandra, traduzione di V. G. Lanzara, vv. 1226-1230)
()

Anche il particolare stile del poema gioca a favore di un Licofrone più recente, lontano dal circolo alessandrino dei poeti della Pleiade, in quanto caratterizzato da 
(Alessandra, traduzione di V. G. Lanzara, pp. 20-21.)

## Struttura
L'opera è costituita da un monologo di 1474 trimetri giambici che può essere idealmente suddiviso in tre momenti narrativi abbastanza autonomi l'uno dall'altro, legati tuttavia da un'unica voce vaticinante, quella di Alessandra.
Nel primo, versi 31-364, sono descritti gli avvenimenti relativi alla guerra di Troia, le sue cause, la distruzione della città-stato e gli attori che ne furono protagonisti.
Nel secondo, versi 365-1282, particolarmente importante dal punto di vista storico-geografico, sono descritte le conseguenze dirette e indirette della distruzione di Troia, le peripezie dei greci nel ritorno alle loro case, la diaspora di molti di loro nel bacino occidentale del Mediterraneo, la sua colonizzazione e gli eventi che riguardarono i profughi troiani.
Nel terzo, versi 1283-1450, sono descritte la cause della contrapposizione tra l'Europa e l'Asia sotto l'aspetto etnico-geopolitico e le loro guerre reciproche.

### Primo momento
Alessandra aveva avuto da Apollo, che di lei si era invaghito, il dono della profezia, ma, per non aver voluto cedere alle sue voglie, ne era stata condannata a non essere creduta.

Si aggiungeva così al dramma della preveggenza di eventi luttuosi la tragedia personale della consapevolezza della propria impotenza. 
(Alessandra, traduzione di V. G. Lanzara, v. 1451.)
Il poeta pone questo lamento non all'inizio dell'opera, come il ritmo narrativo avrebbe richiesto, ma nel suo epilogo quasi a volerlo nascondere, come fosse una colpa.

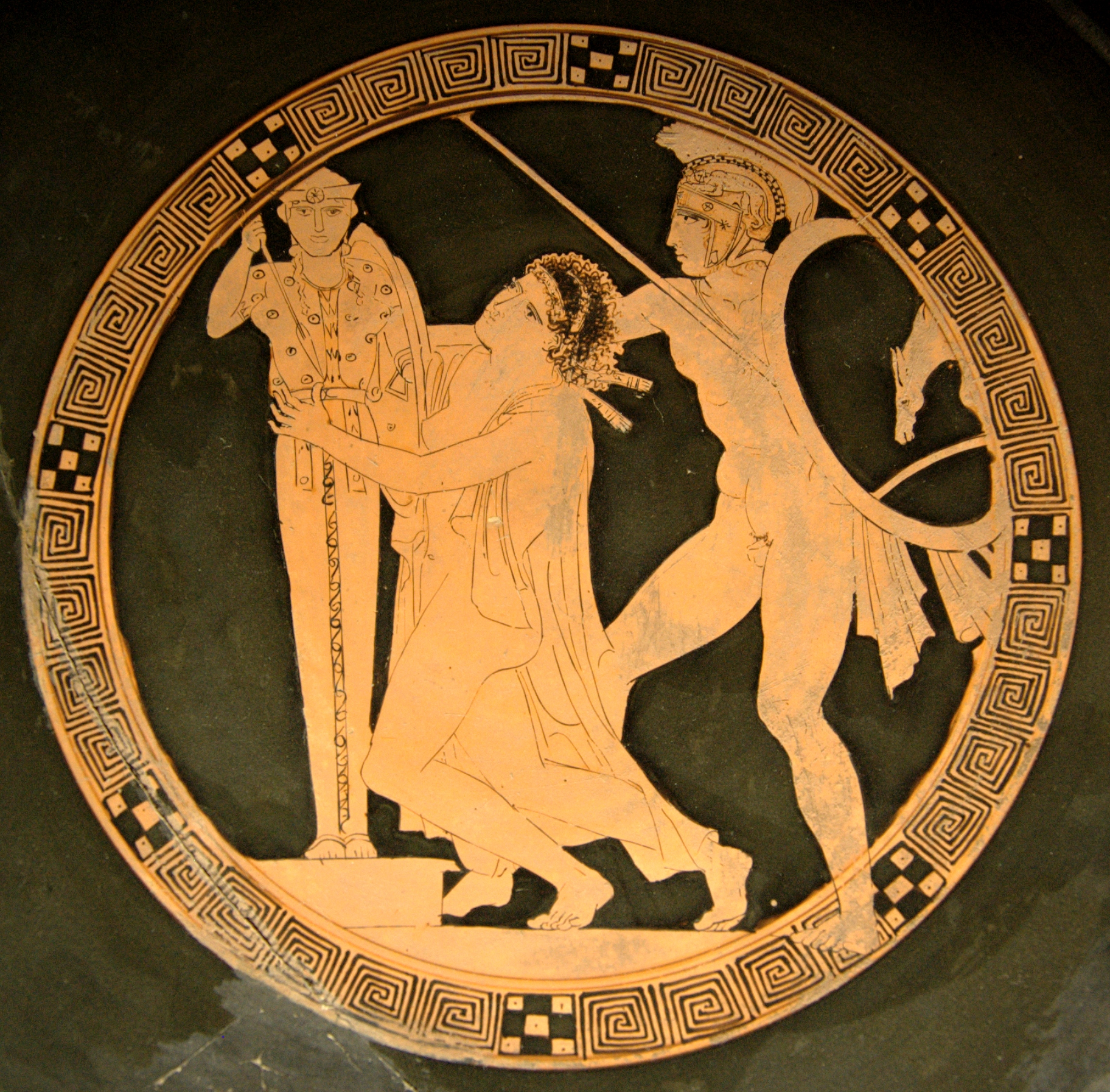
Alessandra e Aiace

I vaticini di Alessandra fatti in prima persona sono riferiti, si potrebbe dire in maniera virgolettata, dal servo che Priamo, il padre, le aveva posto a custodia.

Alessandra, evocata la prima distruzione di Ilio a opera di Ercole, descrive gli eventi che portarono alla guerra di Troia soffermandosi sul rapimento di Elena da parte di Paride delle cui personalità traccia una sapida analisi usando in senso spregiativo, contemporaneamente, stilemi drammatici e comici. Definisce Paride prima tizzone alato, metafora di rapace nell'atto di ghermire, poi natica bianca per indicarne l'effeminatezza, mentre riserva a Elena prima l'epiteto colomba per significarne la lascivia, poi cagna di Pefno, in un gioco linguistico di contrasti tipico del poema.
(Alessandra, traduzione di V. G. Lanzara, v. 86.)
Elena, la causa di tutti i mali assieme a Paride, è nella lettura licofronea una donna lussoriosa dai cinque mariti, mentre Paride, un imbelle, è un rapace dai tre testicoli, in una metafora che descrive visivamente la sua azione predatoria e il suo appetito sessuale smodato.

Alessandra, dopo averne individuato l'origine nell'azione combinata di Paride ed Elena, vede la spedizione punitiva greca contro Troia che descrive con tono freddo, sempre con metafore e similitudini animalesche, mentre usa accenti accorati e sentiti per l'uccisione di Ettore e nel pianto per la propria sorte disgraziata. 
(Alessandra, traduzione di V. G. Lanzara, v. 349.)
La dea, Atena, non potrà aiutarla e il suo simulacro, il Palladio, distoglierà lo sguardo girando gli occhi verso il soffitto per non vedere lo stupro che si consumava sotto di sé.
In questi versi il poeta attinge alla poesia come non farà più nel resto dell'opera.

### Secondo momento
Dalla predizione di questo scempio, che può essere considerato la chiusura del primo momento narrativo, Alessandra vaticina i nostoi, le traversie del ritorno dei Greci verso la propria patria, resi ancora più gravi e luttuosi dalla vendetta degli dei a causa del loro comportamento sacrilego.
Molti moriranno in maniera atroce, altri saranno costretti a vagare a lungo prima di ritrovare la propria casa dove li colpirà ancora la collera degli dei.
(Licofrone, Alessandra, traduzione di V. G. Lanzara, v. 412.)

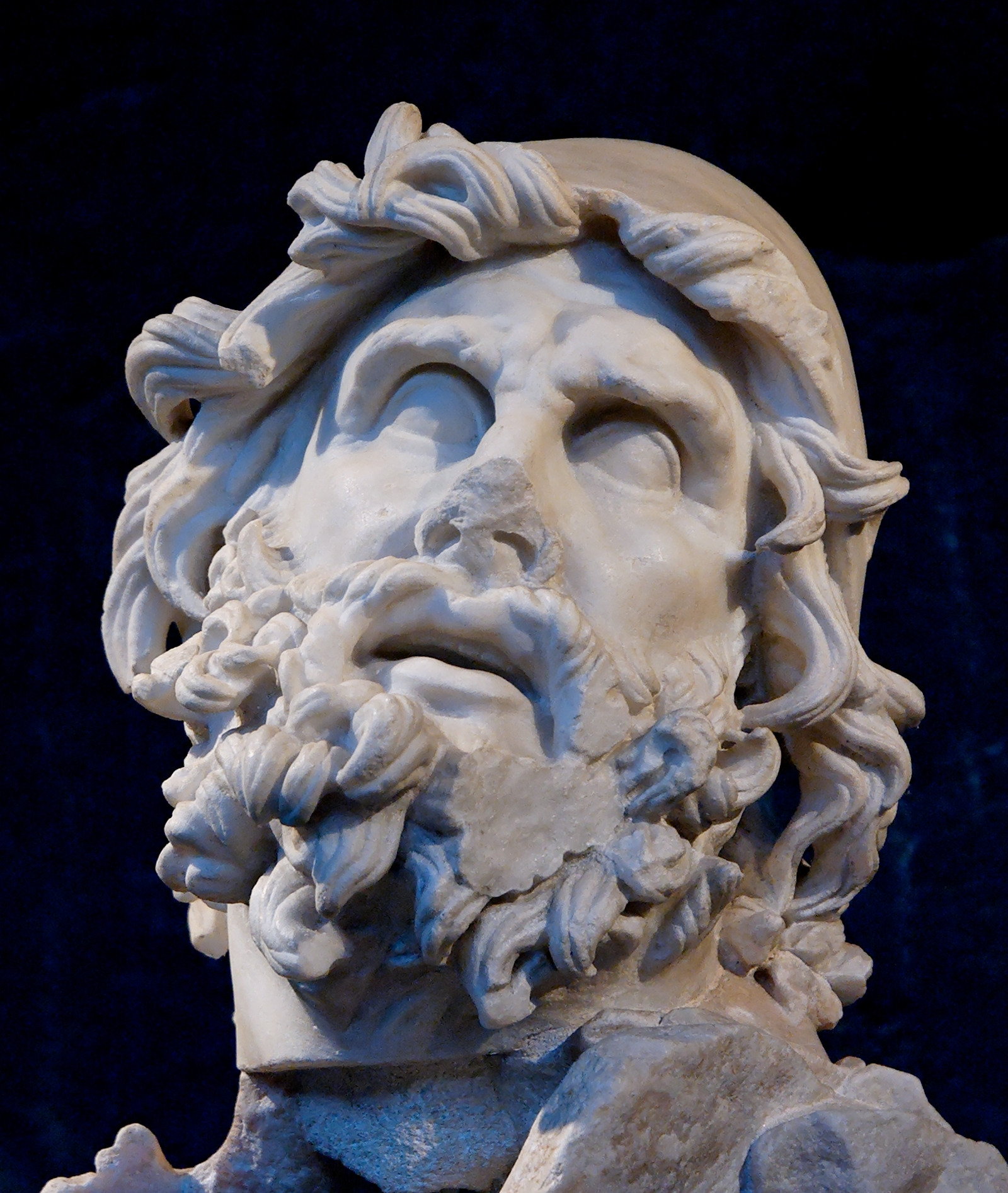
Ulisse

Altri troveranno morte violenta in terre straniere, dove getteranno inconsapevolmente il seme di una nuova civiltà, la Magna Grecia. 
(Alessandra, traduzione di V. G. Lanzara, v. 1281.)
All'odiato Ulisse predice un destino amaro e umiliante al tempo stesso. Ritroverà la casa ma in essa non una moglie devota e fedele, macerata dall'attesa, ma una meretrice lussuriosa, dissipatrice del patrimonio del marito nelle orge con i Proci.
(Alessandra, traduzione di V. G. Lanzara, v. 768.)
Come nemesi finale di una vita sbagliata gli riserva una morte ingloriosa per mano di Telegono, il figlio avuto da Circe, che lo ucciderà non con un'arma ma con la spina di un pesce.

Dopo avere predetto una serie di terribili sventure per i distruttori di Troia, come la fine di Eleferone, di Nauplio, di Idomeneo, la morte di Agamennone e anche la propria, scannati dalla gelosia di Clitennestra, a sua volta uccisa da Oreste, con metafore in cui il mito si confonde con la storia, chiude il secondo momento in positivo con Enea che perpetuerà l'onore e la gloria di Troia fondando una nuova potenza, Roma, la seconda Ilio. 
(Alessandra, traduzione di V. G. Lanzara, v. 1226.)

### Terzo momento
Alessandra apre il terzo momento, la parte più interessante dal punto vista geopolitico, con la descrizione metaforica delle differenze che oppongono l'Asia e l'Europa, personificate l'una nella madre di Prometeo, l'altra in quella di Sarpedone e le guerre che reciprocamente si infliggeranno in un conflitto senza fine.

Vede ineluttabili queste guerre tra i due continenti che tutto separa come se tra di loro vi fosse un baratro incolmabile.
(Alessandra, traduzione di V. G. Lanzara, v. 1283.)
Prevede il rapimento di Io come primo casus belli a cui ne seguiranno altri in un crescendo di vendette e ritorsioni reciproche. Anche la spedizione degli Argonauti è espressione del conflitto immanente tra i due continenti e qui inserisce il mito del vello d'oro e quello delle Amazzoni che devastarono l'Attica.

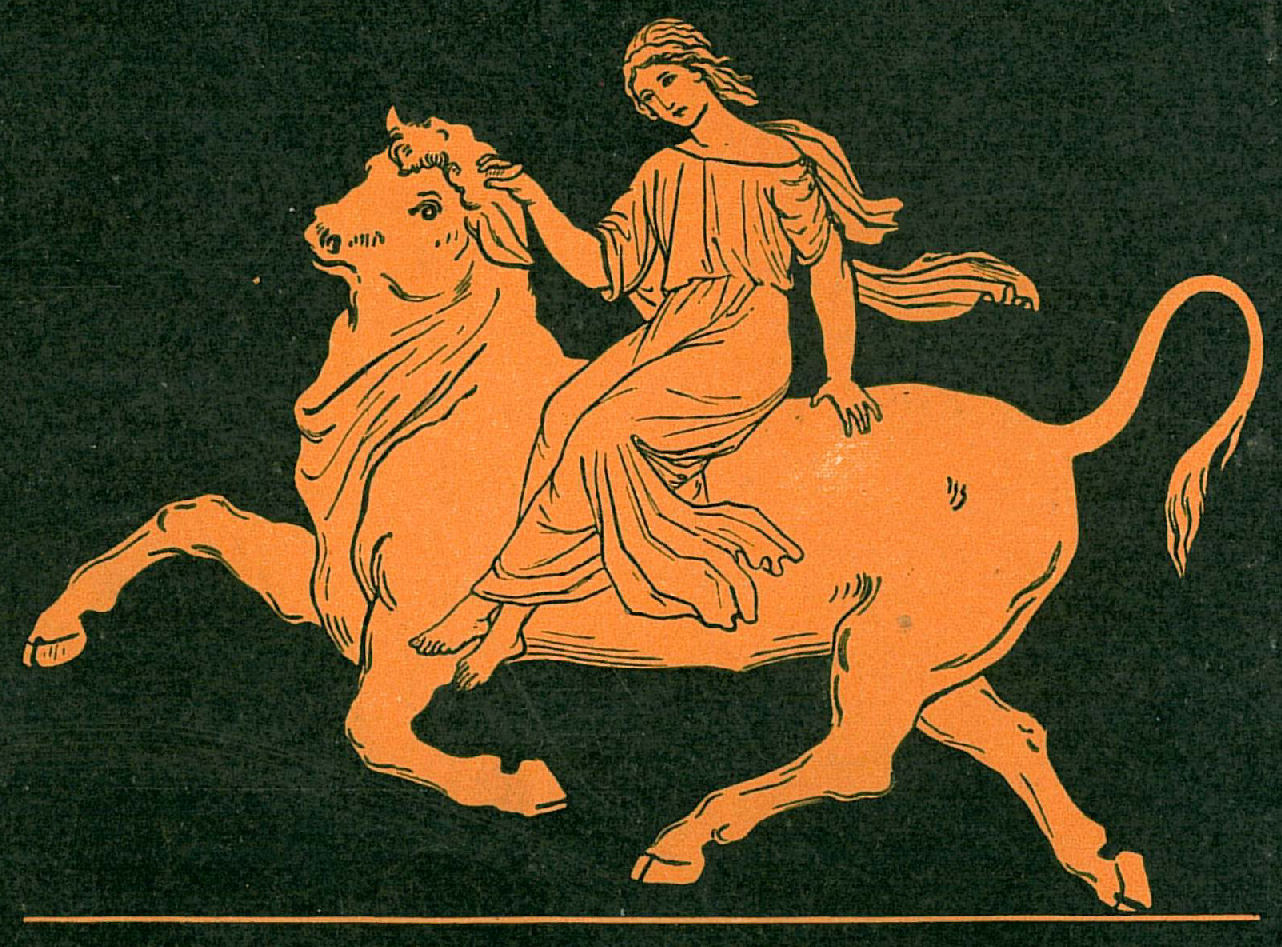
Europa

Vaticina la conquista da parte dei Lidi dell'Ausonia, l'Italia, soffermandosi sulla conquista di Pisa e dell'Umbria.
(Alessandra, traduzione di V. G. Lanzara, v. 1359.)
Descrive il disastroso attacco di Serse alla Grecia risoltosi in un'umiliante disfatta in cui il suo esercito in fuga è costretto per la fame a cibarsi delle cortecce delle querce mentre Serse stesso è rappresentato come uno stolto dall'animo di fanciulla terrorizzata dalle armi.

Licofrone, in questo, ha presente il testo di Erodoto a cui sembra rifarsi.
(Erodoto, Le storie, VIII, 115, 2.)

Alessandra termina le sue profezie con l'ultima, che è anche un enigma, sulla venuta, dopo sei generazioni, di un suo discendente, quindi di stirpe troiana, forte come Alessandro Magno, che pacificherà il Mediterraneo. 
(Alessandra, traduzione di V. G. Lanzara, v. 1446.)
Gli studiosi hanno variamente individuato questo parente enigmatico, alcuni vi hanno riconosciuto Tito Quinzio Flaminino, vincitore della battaglia di Cinocefale e conquistatore della Grecia, altri Pirro e, forse più verosimilmente, Publio Cornelio Scipione, il vincitore di Zama.
Tutte le ipotesi, nell'oscurità della profezia, rimangono tuttavia tali, mere esercitazioni storico-letterarie.

## Lingua e stile
L'Alessandra, un'opera particolarmente difficile e al tempo stesso affascinante, ha diviso i critici sulla sua valutazione poetica.
Tutti concordano nel riconoscervi ricercatezza stilistica, originalità, uso sapiente della parola, conoscenza profonda dei miti, erudizione storica, tensione emotiva che sconfina nella passionalità, ma divergono sul giudizio poetico.
Prezioso repertorio di mitografia e geografia, una incessante esibizione di riposta dottrina: nella quale, ovviamente, la poesia sta appena a pigione, tranne qualche raro e breve momento, come ad esempio la descrizione della violenza usata a Cassandra.

Il poeta vuole stupire, meravigliare, toccare le corde più riposte dell'animo unendo con grande maestria l'allusione, spesso paradossale, al grottesco anche triviale, la costruzione tragica a termini mutuati dalla commedia, la metafora alla rappresentazione più cruda, quasi sempre con compiaciuta sottolineatura dell'orrido, senza mai nominare direttamente i protagonisti degli avvenimenti descritti ma nascondendoli nella nebbia dei miti. 
(Alessandra, traduzione di V. G. Lanzara, v. 1099.)

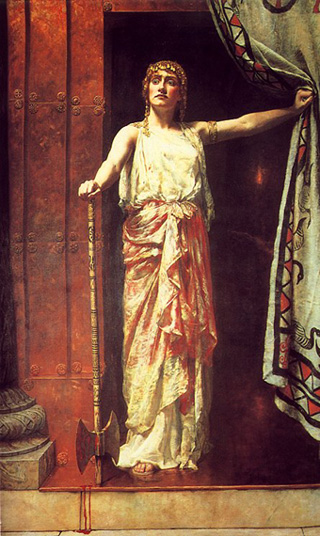
Clitennestra, dopo avere ucciso Agamennone

Questa la descrizione dell'assassinio di Agamennone ad opera di Clitennestra, in cui con crudo e cupo realismo dipinge una scena violenta e sanguinaria, quasi da macelleria. I protagonisti non sono nominati, spetta al lettore identificarli con gli indizi messi a disposizione: il bagno, la rete che lo avvolge e a cui cerca di aggrapparsi, il tino in cui sprofonda, la materia cerebrale spruzzata attorno per il colpo di scure infertogli al centro del cranio.

Il passo continua con la descrizione dell'uccisione di Alessandra usando sempre lo stesso registro truce anche se ingentilito nel finale dall'anima di Alessandra che cerca lo sposo che non sente, Agamennone. 
(Alessandra, traduzione di V. G. Lanzara, v. 1117.)

Truculento, spesso grandguignolesco, s'impossessa del lettore scaraventandolo nella scena come testimone oculare. Emblematica in questo senso la descrizione del mito di Pelope fatta con un realismo che diventa macabro.
(Alessandra, traduzione di V. G. Lanzara, v. 152.)
Da un'attenta analisi dei versi e dalla conoscenza del mito si intuisce la figura di Pelope, mai nominato, e di Demetra, dai molti attributi, che ne mangiò la spalla. La descrizione dell'azione non lascia spazio all'immaginazione, anzi è resa ancora più truculenta dagli ultimi versi che apparentemente sembrano mitigarla.
L'insulto assume coloriture comiche anzi grottesche, colpisce provocando non il sorriso ma la risata crassa.

### Metafore
Tutta la narrazione si svolge per metafore e perifrasi che, con similitudini animalesche, fanno riferimento alla mitologia dissimulando così attori ed eventi.
Il lettore è sottoposto a uno sforzo intellettuale continuo di comprensione che solo una robusta conoscenza dei miti può aiutare, con molta difficoltà e spesso con esiti incerti.

In questo senso si parla di oscurità del poema in cui 
Gli attori della scena non sono mai nominati e individuati esplicitamente ma nascosti da sembianze e similitudini animalesche. Gli animali delle metafore sono scelti con particolare attenzione alle caratteristiche fisiche e morali dei soggetti di cui vogliono essere l'idealtipo. Anche l'azione o le sue modalità sono spesso sintetizzate dalla figura di un animale che le rappresenta.
Il poeta sceglie nel suo vasto bestiario l'animale più adatto a seconda che voglia muovere al riso, impaurire o esaltare, lasciando spesso il lettore nell'incertezza sulle sue reali intenzione, ma sempre nello stupore.
(Alessandra, traduzione di V. G. Lanzara, v. 424.)
 Era abbastanza facile per il lettore che ne conosceva i miti individuare nelle folaghe i tre capi achei Calcante, Idomeneo e Stenelo, miti che seppure nella loro stringatezza lasciano pochi dubbi specialmente per la prima folaga, Calcante.

Calcante, cigno di Apollo Coito, il generatore, che ne aveva avuto in dono la capacità divinatoria guidò i greci fino a Troia.
(Omero, Iliade, v. 69.)

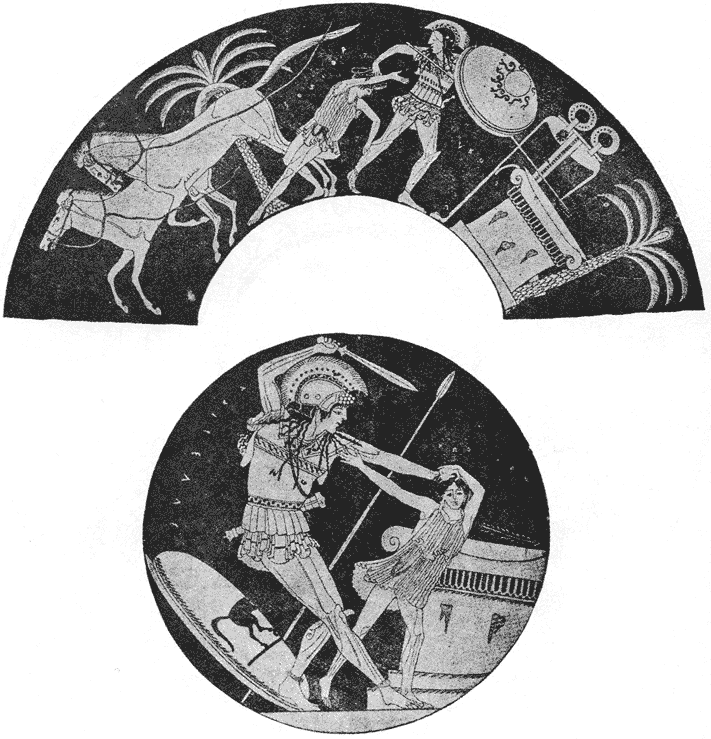
Achille uccide Troilo

Licofrone descrive, con estrema e realistica sintesi, la fine di Calcante a cui era stata predetta la morte se avesse incontrato un vaticinatore più bravo. Calcante morì, infatti, perché nella sfida profetica col vate Mopso non riuscì a indovinare quanti figli avrebbe avuto una scrofa partoriente mentre Mopso indovinò quanti fichi c'erano su un albero.
I versi a volte diventano struggenti, pronti alla commozione a cui sollecitano il lettore. La metafora diventa dolce anche se continua a occhieggiare al truce, le similitudini contrapposte rivelano figure lontane e differenze insanabili. L'azione si svolge veloce e disvela appena un intreccio amoroso che la complica pur rendendola emotivamente intrigante come nella descrizione della morte di Troilo per mano di Achille, il nemico, amante non corrisposto.

Il gioco delle parole, sapientemente scelte, crea figure retoriche che confondono e si trasformano in enigma, la metafora della passione come combattimento amoroso che subito si trasforma in sangue versato realmente.
(Alessandra, traduzione di V. G. Lanzara, v. 307.)

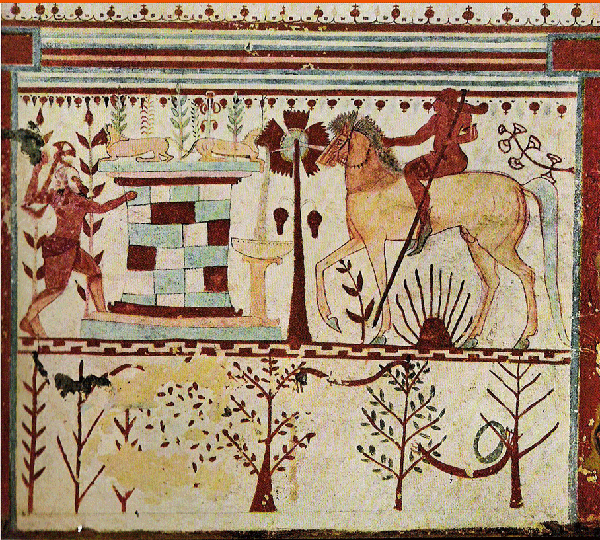
Achille e Troilo

La giovinezza di Troilo, evidenziata dall'epiteto cucciolo ed enfatizzata dalla similitudine al ramoscello di latte, si scontra con la furia selvaggia di Achille, il dragone, sconfitto nell'amore ma macellatore dell'amato che non lo ricambia.
Il poeta contrappone mirabilmente in un'unica azione la violenza della passione a quella del combattimento reale che si conclude con l'uccisione di Troilo, riuscendo a coinvolgere in questo gioco di metafore la sensibilità dello spettatore, non più tale bensì partecipe.

Poeta immaginifico, Licofrone si serve del mito che piega alla propria arte, pur rimanendovi aderente, per colpire emotivamente il lettore di cui penetra le difese, usando 

L'Alessandra è stata variamente giudicata, poema erudito, documento storico-mitologico, opera enigmatica e oscura, per rimanere comunque 
(Alessandra, traduzione di V. G. Lanzara)